# Tavullia

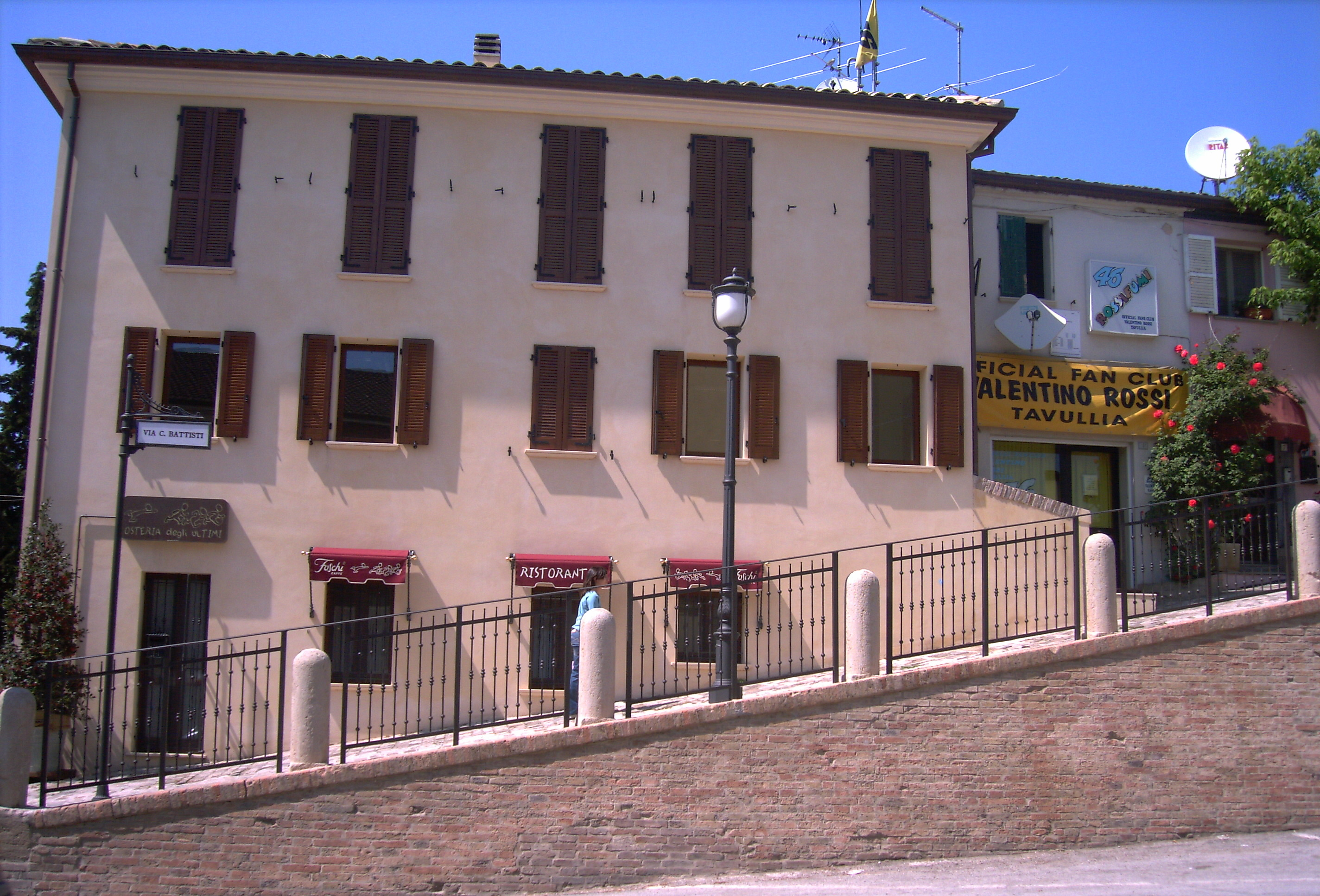
Restaurant in Tavullia mit neben liegendem Fanshop von Valentino Rossi

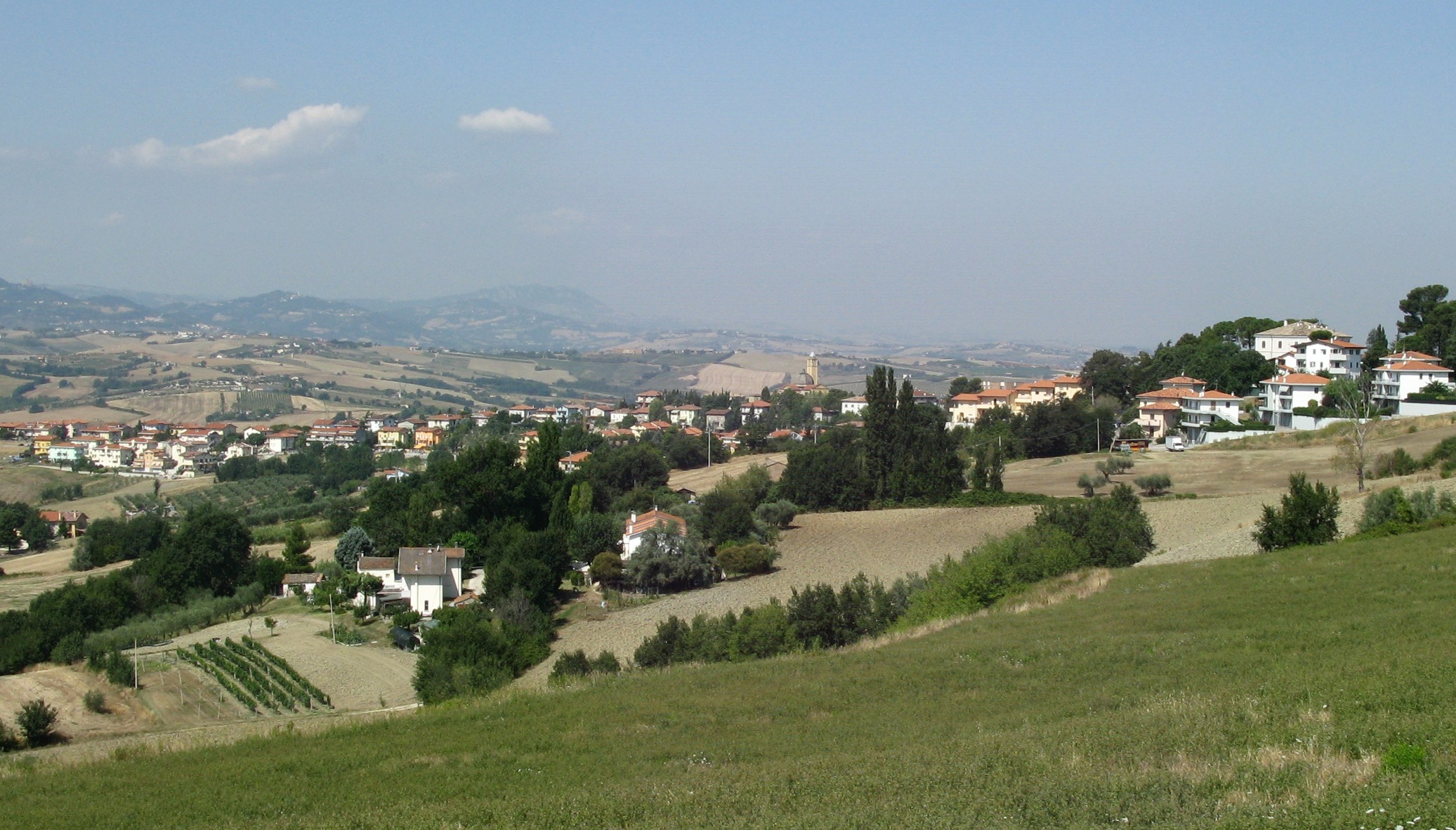
Panorama

Tavullia ist eine italienische Gemeinde mit 7934 Einwohnern (Stand 31. Dezember 2023) zehn Kilometer südlich des Badeorts Cattolica in der Nähe von Rimini. Der Ort liegt 170 Meter über dem Meeresspiegel. Die Sicht reicht über Cattolica bis auf die Adria hinaus.
Die Nachbargemeinden sind Gradara, Mondaino (RN), Montecalvo in Foglia, Montegridolfo (RN), Montelabbate, Pesaro, Saludecio (RN), San Giovanni in Marignano (RN) und Vallefoglia.

## Persönlichkeiten
Die Ortschaft zeichnet sich als Heimatort von Valentino Rossi aus, einem der erfolgreichsten Motorradrennfahrer der Geschichte. Ihm zu Ehren wurde das Tempolimit im Ortsgebiet von den sonst in Italien üblichen 50 km/h auf 46 km/h herabgesetzt, da die Startnummer 46 das Markenzeichen von Valentino Rossi ist, mit der er bereits mehrere WM-Titel eingefahren hat.